# Hormigueros (plaats)
Hormigueros is een plaats (zona urbana) in het Amerikaanse unincorporated territory Puerto Rico, en valt bestuurlijk gezien onder gemeente Hormigueros.

## Demografie
Bij de volkstelling in 2000 werd het aantal inwoners vastgesteld op 12.444.

## Geografie
Volgens het United States Census Bureau beslaat de plaats een oppervlakte van 11,4 km², geheel bestaande uit land.

## Plaatsen in de nabije omgeving
De onderstaande figuur toont nabijgelegen plaatsen in een straal van 68 km rond Hormigueros.